# 聖フランチェスコの聖母
『聖フランチェスコの聖母』（せいフランチェスコのせいぼ、伊: Madonna di San Francesco, 独: Die Madonna des heiligen Franziskus, 英: Madonna of Saint Francis）は、イタリア、ルネサンス期のパルマ派の画家コレッジョが1514年に制作した絵画である。油彩。主題は聖会話で、コレッジョの最初期の重要作品であるとともに、画家を代表する聖母画の1つである。コレッジョの故郷であるコッレッジョのサン・フランチェスコ教会の高祭壇の祭壇画として制作された。モデナ＝レッジョ公爵フランチェスコ1世・デステのコレクションを経て、現在はドレスデンのアルテ・マイスター絵画館に所蔵されている。

## 制作経緯
フランチェスコ会のサン・フランチェスコ教会はコッレッジョの中心部にあり、領主のダ・コレッジョ家の埋葬地でもある重要な教会だった。地元の市民クゥイリーノ・ズッカルディ（Quirino Zuccardi）がサン・フランチェスコ教会の祭壇画の制作を条件に、フランシスコ修道会「小さき兄弟会」に遺産を残した。これによりコレッジョに祭壇画が発注されることになった。契約書は1514年8月30日に、画家の父親と、教会によって聖フランチェスコに捧げられたフランチェスコ会修道院の保護者である修道僧ジローラモ・カッタニア（Girolamo Cattania）の同意を得て、画家によって署名された。このときコレッジョは25歳頃であったとされ、若い画家にとって最初の重要な発注であった。コレッジョに支払われた報酬は100ドゥカートであり、最初に半分の50ドゥカートが支払われ、残りは完成後の1515年4月5日に支払われたと記録に残っている。祭壇画を描き上げたコレッジョは聖カタリナの車輪に「ANTO[N]IVS DE ALEGRIS P.」と署名した。『聖フランチェスコの聖母』はコレッジョの最も初期の文書化された作品であり、制作年が明確に分かっていることから初期の作品群を時系列に並べるための基準点となっている。

## 作品

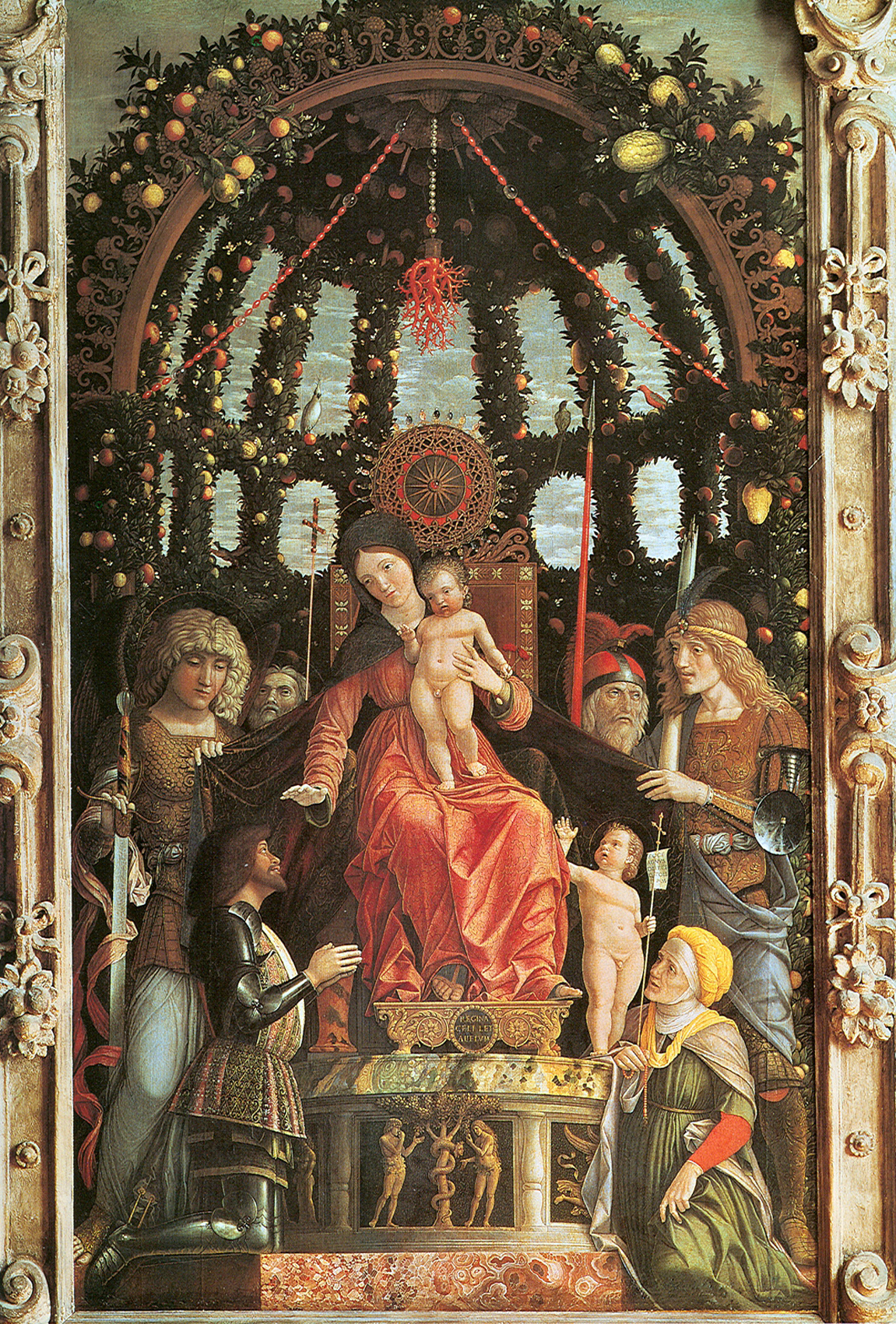
アンドレア・マンテーニャの『勝利の聖母』。ルーヴル美術館所蔵。

聖母子は広々とした田園地帯を眺める列柱に囲まれた台座の上の玉座に即位している。玉座は聖母マリアを天上に置き、戴冠式の称号「天と地の女王」に従って宣言され名誉を与えられている。玉座の左側には、ひざまずいているアッシジの聖フランチェスコと、その後ろに百合と本を持ったパドヴァの聖アントニウスが立っている。右側には剣とナツメヤシの葉を持ち、車輪のこしきを踏んでいるアレクサンドリアの聖カタリナと、幼児キリストを指している洗礼者ヨハネが立っている。玉座の下にはプットーとともに楕円形のメダリオンがあり、十戒の石板を持った予言者モーセのレリーフ彫刻が施されている。玉座の赤い土台には『旧約聖書』「創世記」のアダムとイブの物語の3つの場面（アダムの創造、原罪、楽園追放）が描かれていたが、現在はかすれてほとんど見えない。しかしそれによって、コレッジョは天地創造の時代、モーセの時代、その上にキリストによってもたらされた時代の、3つの時代すべてを表現している。コレッジョと同じ名前を持つパドヴァの聖アントニウスはおそらく画家の自画像であり、その場面に加わることに喜びを感じているかのように微笑んでいる。
人物は視線や身振りで結びつけられ、それぞれの関係を順序づけている。微笑んでいる聖母マリアはフランチェスコ会の創設者である聖フランチェスコを見つめ、ひざまずいた聖フランチェスコに保護を与えている。聖フランチェスコと聖カタリナは恍惚とした表情で聖母子を見上げ、聖アントニウスは友人である聖人あるいは鑑賞者を見ている。身振りでキリストを指し示している洗礼者ヨハネは、キリストと同様に鑑賞者の側を見つめている。
画面は列柱で縁取られ、風景に向かって広がる空間を区切っている。コレッジョがすでに建築学の知識を習得していたことは、遠近法と貝殻のような渦巻き（出産の象徴）を備えた独創的なイオニア式柱頭から明らかである。
初期のコレッジョが受けた諸影響は画面から窺うことができる。高い玉座に座る聖母の配置と保護を与える聖母の身ぶりは、ルーブル美術館のアンドレア・マンテーニャの『勝利の聖母』に由来している。聖母の笑顔や、洗礼者ヨハネのポーズおよびキアロスクーロで表現された色調はレオナルド・ダ・ヴィンチの影響が見て取れる。恍惚とした表情の聖人たちはペルジーノ、フランチェスコ・フランチャ、ラファエロ・サンツィオといった画家たちを思い出させ、飛翔する天使やプットーたちにはロレンツォ・コスタ風の気取りが見える。それらは折衷的であるが、鑑賞者を画面に誘い込む新たな造形言語が現れており、コレッジョが以降の画業で見せることになる様々な独創性の兆候を示している点で重要である。

## 来歴
祭壇画は1636年に、モデナ＝レッジョ公爵フランチェスコ1世・デステによって教会から撤去された。フランチェスコ1世は領土内からコレッジョの作品をかき集めて自身のコレクションに加えており、同時期に『聖フランチェスコのいるエジプトへの逃避途上の休息』（Riposo durante la fuga in Egitto con San Francesco）や『聖セバスティアヌスの聖母』（Madonna di san Sebastiano）、『羊飼いの礼拝』（Adorazione dei pastori）といった重要作品が元の設置場所から移されている。その後、オーストリア継承戦争に巻き込まれたフランチェスコ3世・デステは軍事資金を得るために、1745年から1746年にかけてザクセン選帝侯アウグスト3世にエステ家のコレクションのうち最も優れた100の作品を売却しなければならなかった。こうして本作品を含むエステ家のコレッジョの絵画はことごとくイタリアから失われ、ドレスデンに運ばれた。ただし、それ以前にエステ家のコレクションを離れた『聖フランチェスコのいるエジプトへの逃避途上の休息』はフィレンツェのウフィツィ美術館に所蔵されている。
ドレスデンに届いた絵画は額装されていなかったため、バイエルン王女マリア・アントーニアによって1741年にドレスデンに招聘され、宮廷彫刻家に任命されたミュンヘン出身の彫刻家マテウス・クーグラー（Mattheus Kugler）によって新しく額縁が制作された。これらの額縁は高品質の木彫に金鍍金が施され、コレクションに均一な外観を与えている。

## ギャラリー

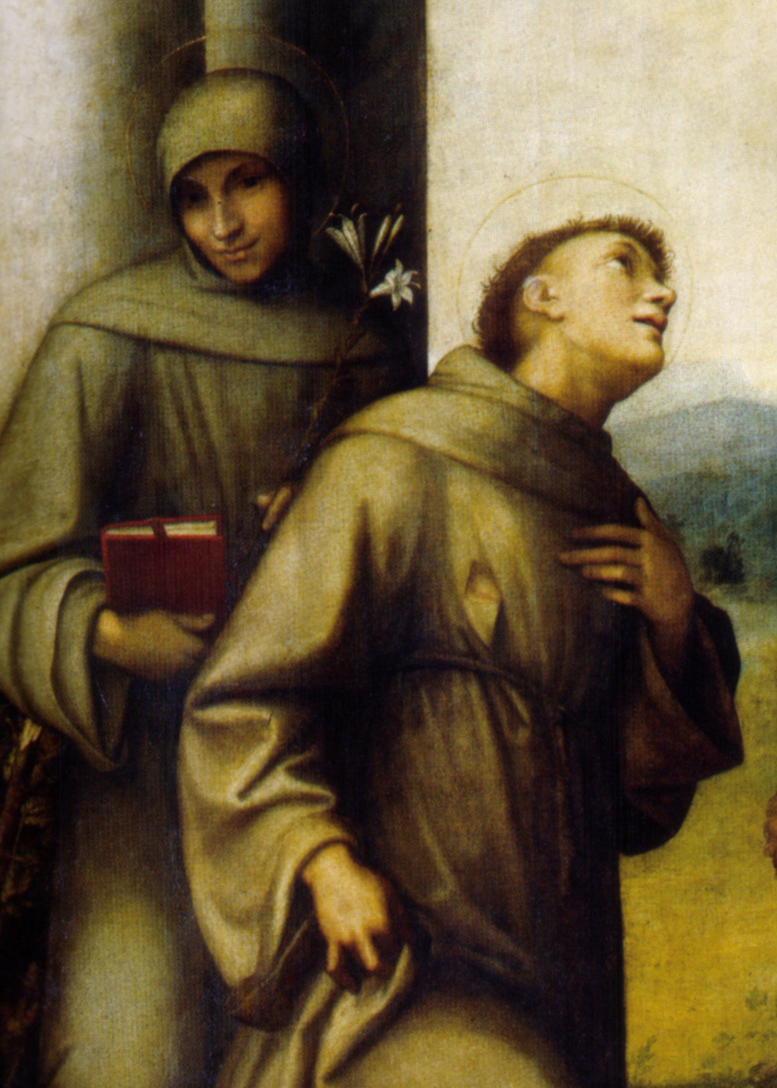
画面左のアッシジの聖フランチェスコとパドヴァの聖アントニウス
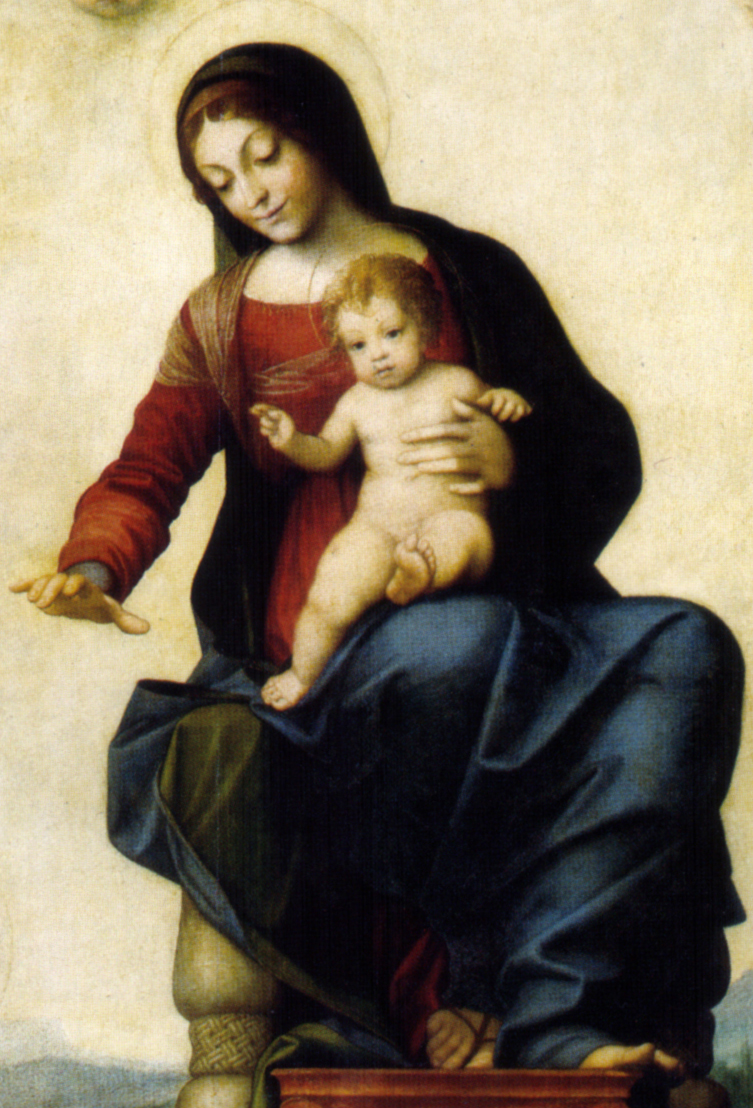
玉座に即位する聖母子
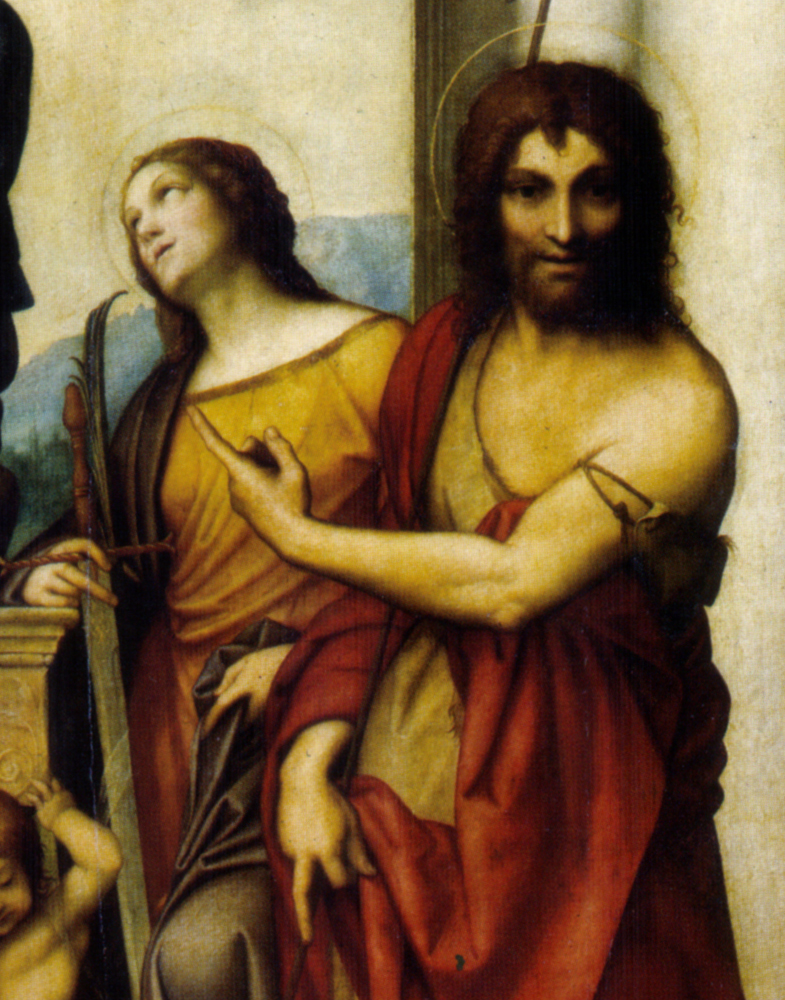
画面右の洗礼者聖ヨハネとアレクサンドリアの聖カタリナ
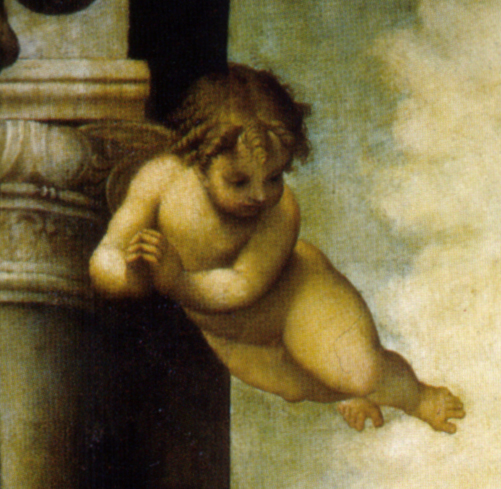
飛翔する天使（画面左）
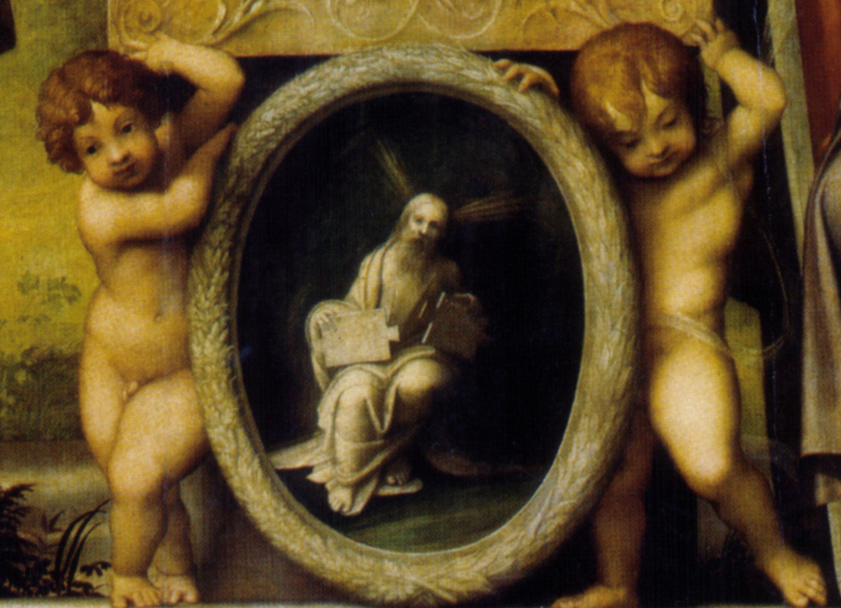
メダリオンの預言者モーセ
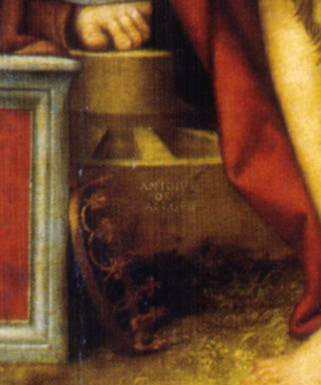
聖カタリナが踏みつけている車輪のこしきに記された署名